# Villers-lès-Roye
Villers-lès-Roye è un comune francese di 227 abitanti situato nel dipartimento della Somme nella regione dell'Alta Francia.

## Società

### Evoluzione demografica
Abitanti censiti